# Margaret Lewis Norrie State Park

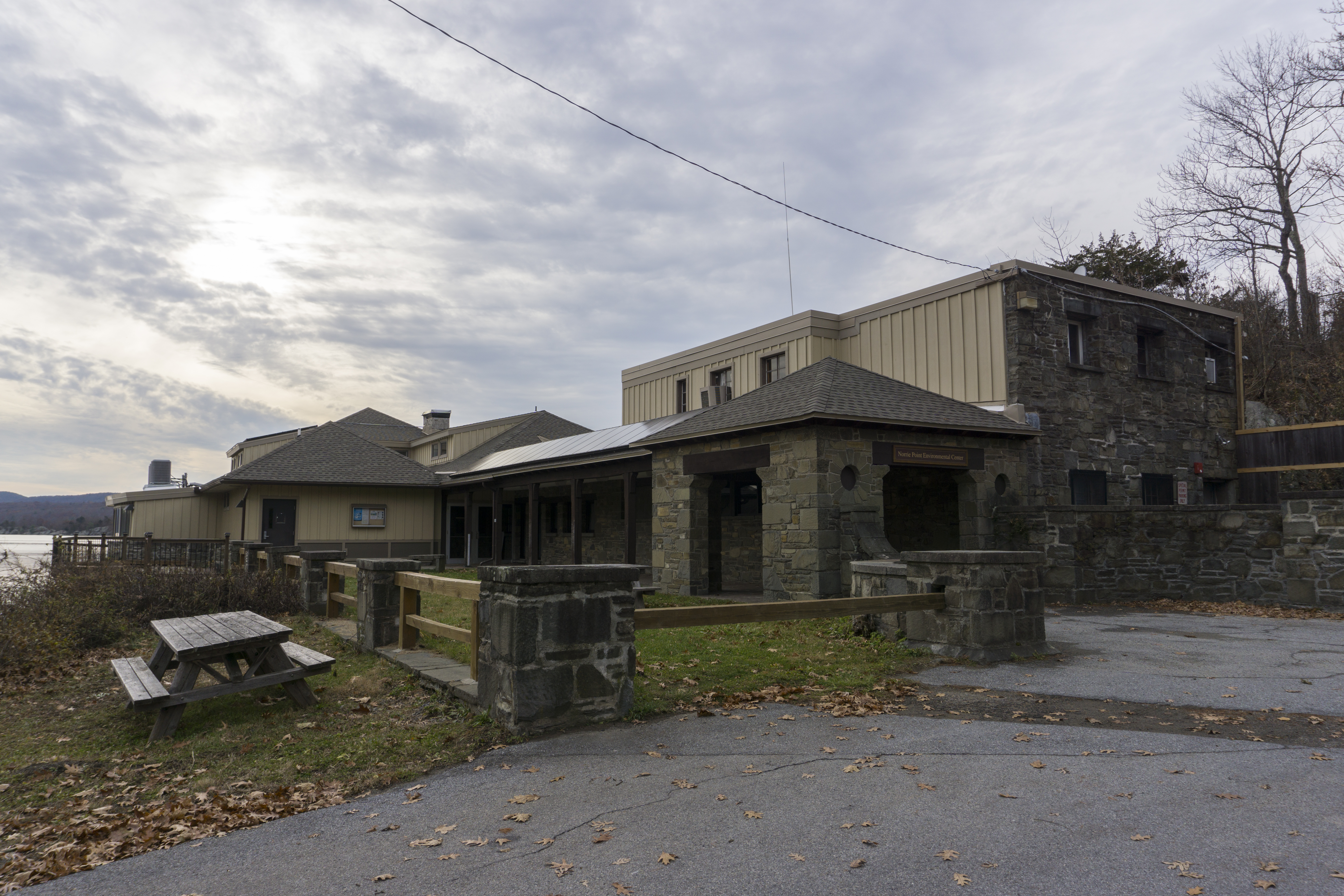
Das NYSDEC-Norrie Point Environmental Center.

Margaret Lewis Norrie State Park ist ein State Park in Dutchess County, New York, im Gebiet der Stadt Staatsburg. Der State Park umfasst eine Fläche von 356 acre (1,44 km²). Der Park liegt am Ostufer des Hudson River in der Town of Hyde Park und erstreckt sich ebenfalls auf Esopus Island.
Der Park schließt sich unmittelbar an den Ogden Mills and Ruth Livingston Mills State Park an, so dass die beiden Parks meist als Mills-Norrie State Park bezeichnet werden.

## Geographie
Der Park wird nach Osten von der New York State Route 9 begrenzt. Die Insel liegt etwas weiter südlich im Hudson River. Nach Norden begrenzt der Ogden Mills & Ruth Livingstone Mills State Park das Parkgebiet bei Staatsburg. Weitere Schutzgebiete in der Nähe sind der James Baird State Park, Staatsburgh State Historic Site (Dutchess County), sowie Lake Taghkanic State Park, Clermont State Historic Site und Olana State Historic Site (Columbia County).

## Geschichte
Die Grundstücke des Parks wurden von Geraldine Morgan Thompson im Andenken an ihre Schwester, Margaret Lewis Norrie an den Staat übertragen. 1937 wurde ein großes Camp des Civilian Conservation Corps eingerichtet, die im Park Arbeit fanden.